# Ágios Ioánnis (ort i Grekland, Epirus)
Ágios Ioánnis (Agios Ioannis) är en ort i Grekland.   Den ligger i prefekturen Nomós Ioannínon och regionen Epirus, i den nordvästra delen av landet, 300 km nordväst om huvudstaden Aten. Ágios Ioánnis ligger 481 meter över havet och antalet invånare är 821.
Terrängen runt Ágios Ioánnis är varierad. Runt Ágios Ioánnis är det mycket tätbefolkat, med 1 056 invånare per kvadratkilometer. Närmaste större samhälle är Ioánnina, 4,8 km sydost om Ágios Ioánnis. Trakten runt Ágios Ioánnis består till största delen av jordbruksmark.